# Larer

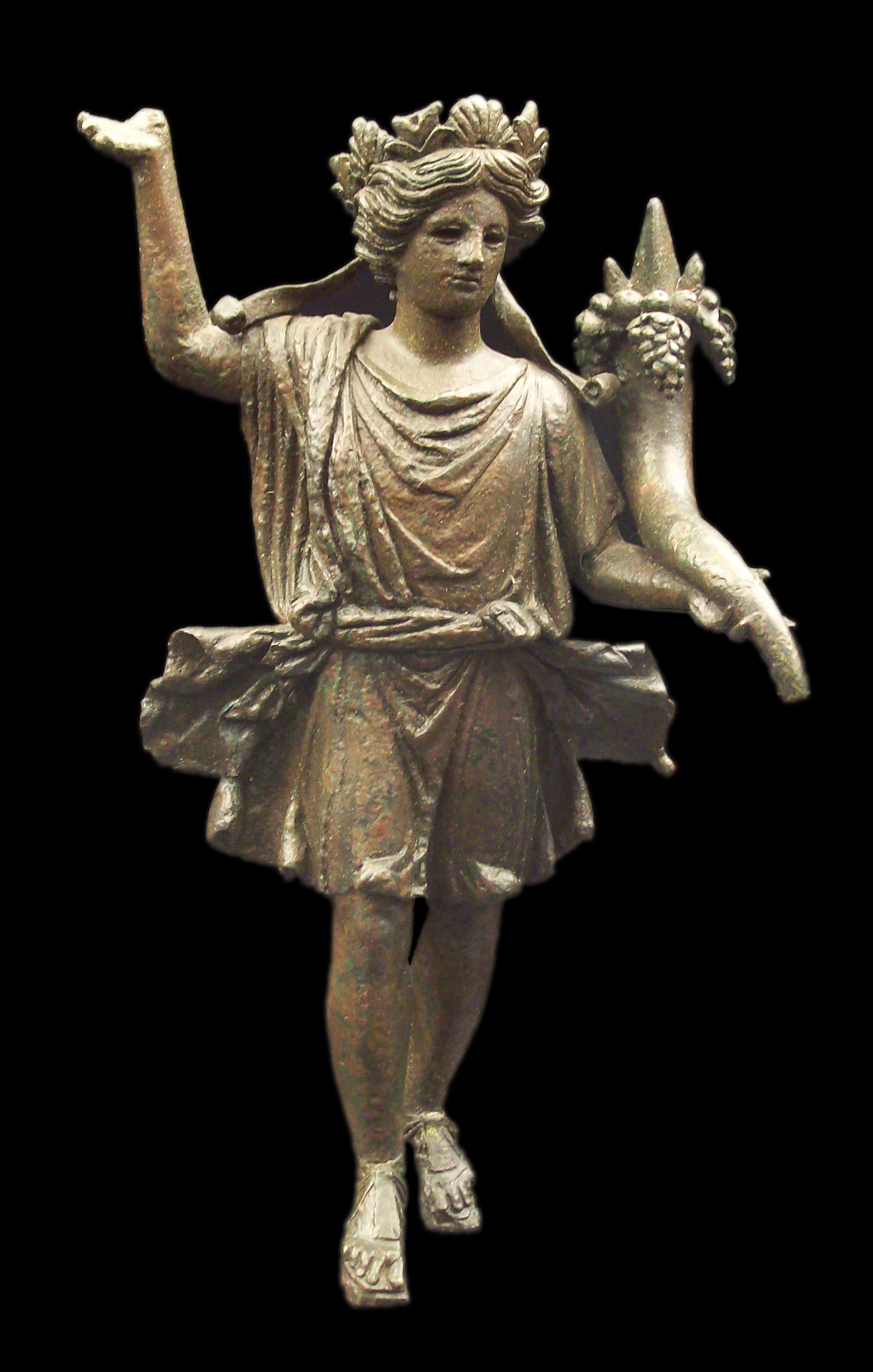
Lar familiaris (000-talet, M.A.N., Madrid).

Larer (latin lares) är i romersk religion ett slags skyddsandar hos forntidens romare. Larer var troligen från början fältens gudar som åkallades av bönderna för att få goda skördar. Senare kom de att dyrkas i samband med penater, lagerrumsgudar som gynnade familjens rikedom. 
Främst fanns lares familiares, det enskilda hemmets skyddsandar som var knutna till hushållet. Deras bilder var uppställda på härden eller i en nisch i husets atrium. Hushållslarer hittas vid utgrävningar som statyetter. Denna lar var ursprungligen ensam och avbildades som en ungdomlig person i kort tunika med ett dryckeshorn i den ena handen och en bägare i den andra. Under det romerska imperiets tid blev figurerna av hushållslarerna två och stod på var sin sida om en gud – ofta Vesta. Till denna grupp figurer bad man en bön varje morgon och offrade vid familjehögtider. 
Förutom dessa tänkte man sig larer såsom skyddsandar för gård (hus) och grund. Därigenom hade distrikten på landet och kvarteren i städerna sina egna larer, vilka dyrkades vid korsvägarna (lares compitales), och gatuhörnen samt hyllades genom en särskild fest. Liksom familjen hade även staden sina larer – lares praestites. I överensstämmelse med den allmänna uppfattningen om familjens larer ägnade man efter republikens fall sin dyrkan särskilt åt Augustus genius såsom Roms skyddsande.
I samband med larernas kult stod dyrkan av en underjordisk gudinna Lara Larunda (Larentia), som sågs som larernas moder och om vilken Ovidius berättar en tämligen osmaklig myt, som han troligen är upphovsman till, i sitt arbete med en ny kultkalender. 
Där omnämns hon som den obskyra Tacita eller Dea Muta, som sägs en gång ska ha varit en nymf kallad Lara, vars högljudda skvallrande om Jupiters många äktenskapsbrott ska ha tystats, genom att hon under tvång eskorterades av Merkurius till underjorden, och därefter våldtogs av honom. Eftersom larerna i Ovidius version blev till på färden till underjorden, så ska detta förklara deras chtoniska (underjordiska) natur.